# Протести в Бурунді (2015)
Протести в Бурунді почалися 26 квітня 2015 року, після того, як чинний президент цієї країни П'єр Нкурунзіза заявив про своє бажання балотуватися на третій термін президентської каденції. Це прямо суперечило мирному договору, підписаному в 2005 році після закінчення громадянської війни в Бурунді. Крім того, балотуватися на третій термін не можна також за конституцією країни.
Опозиція в Бурунді побачила загрозу в діях президента, тому розпочала масові протести. Протестанти були оголошені поза законом, розпочалися репресії проти них. За кілька днів було заарештовано приблизно 600 осіб, 13 людей загинуло.